# 拂子茅
拂子茅（学名：Calamagrostis epigejos）是一种禾本科植物。

## 形态
多年生草本，高80～150厘米，具有根状茎。条形粗糙的叶片。圆锥花序密而狭，常间断，灰绿色或微带淡紫色的小穗，含一小花，小穗轴不延伸，雄蕊3枚，夏季开花。

## 分布
广泛分布于欧亚大陆温带。在中国几乎各省区均有分布，但主要产于东北、华北、西北各省区；在苏联、蒙古、朝鲜和日本也有分布。